# Светско првенство у скоковима у воду 2019 — торањ 10 м за жене
Такмичење у скоковима у воду за жене у скоковима са десет метара са торња на Светском првенству у скоковима у воду 2019. одржано је 16. јул (квалификације и полуфинале) и 17. јула (финале) 2019. године као део програма Светског првенства у воденим спортовима. Такмичења су се одржала у базену Општинског центра за водене спортове у Квангџуу у Јужној Кореји.
Учестовало је укупно 38 такмичарки из 24 земље. Златну медаљу освојила је кинескиња Чен Јуси која је у том тренутку имала свега 13 година, поставши тако најмлађом победницом у историји светских првенстава у овом спорту. Сребрна медаља припала је такође Кинескињи Лу Веј, док је бронзу освојола Американка Дилејни Шнел.

## Освајачи медаља
|                | Резултат |              | Резултат |                    | Резултат |
|                |          |              |          |                    |          |
| Чен Јуси (КИН) | 439,00   | Лу Веј (КИН) | 377,80   | Дилејни Шнел (САД) | 364,20   |

## Учесници по земљама
На такмичењу је учестовало укупно 38 девојака из 24 земље, а свака од земаља имала је право да учествује са максимално 2 такмичара у овој дисциплини.
- Аустралија (2)
- Бразил (1)
- Велика Британија (2)
- Венецуела (1)
- Египат (1)
- Ирска (1)
- Италија (1)
- Јапан (2)
- Јужна Кореја (2)
- Канада (2)
- Кина (2)
- Колумбија (2)
- Куба (1)
- Малезија (1)
- Мексико (2)
- Немачка (2)
- Норвешка (2)
- Румунија (2)
- Русија (2)
- Сингапур (2)
- Сједињене Државе (2)
- Француска (1)
- Холандија (1)
- Шведска (1)

## Резултати
Квалификације су одржане 16. јула са почетком у 10:00 часова по локалном времену, а 18 најбоље пласираних такмичарки пласирало се у полуфинале које је одржано истог дана са почетком од 15:30 часова. Финале је одржано 17. јула са почетком од 20:45 часова по локалном времену.
| ПЛ. | Скакач             | Репрезентација   | Квалификације | Квалификације | Полуфинале        | Полуфинале        | Финале            | Финале            |
| ПЛ. | Скакач             | Репрезентација   | Поена         | Плас.         | Поена             | Плас.             | Поена             | Плас.             |
| --- | ------------------ | ---------------- | ------------- | ------------- | ----------------- | ----------------- | ----------------- | ----------------- |
|     | Чен Јуси           | Кина             | 339,80        | 4.            | 407,95            | 1.                | 439,00            | 1.                |
| 2   | Лу Веј             | Кина             | 383,75        | 1.            | 370,85            | 2.                | 377,80            | 2.                |
| 3   | Дилејни Шнел       | Сједињене Државе | 305,75        | 10.           | 317,35            | 8.                | 364,20            | 3.                |
| 4.  | Мелиса Ву          | Аустралија       | 343,70        | 3.            | 322,50            | 6.                | 360,20            | 4.                |
| 5.  | Панделела Ринонг   | Малезија         | 303,70        | 12.           | 312,70            | 9.                | 349,25            | 5.                |
| 6.  | Меган Бенфето      | Канада           | 344,60        | 2.            | 340,60            | 4.                | 347,80            | 6.                |
| 7.  | Кејли Макај        | Канада           | 315,85        | 8.            | 356,70            | 3.                | 331,40            | 7.                |
| 8.  | Ноеми Батки        | Италија          | 321,10        | 6.            | 328,60            | 5.                | 328,90            | 8.                |
| 9.  | Мацури Арај        | Јапан            | 304,75        | 11.           | 312,45            | 10.               | 321,45            | 9.                |
| 10. | Селин ван Дојн     | Холандија        | 301,50        | 13.           | 309,55            | 11.               | 309,40            | 10.               |
| 11. | Ејми Козад         | Сједињене Државе | 318,10        | 7.            | 308,50            | 12.               | 305,00            | 11.               |
| 12. | Луиз Тулсон        | Велика Британија | 311,90        | 9.            | 319,60            | 7.                | 303,60            | 12.               |
| 13. | Алехандра Орозко   | Мексико          | 281,35        | 17.           | 303,90            | 13.               | Нису се пласирали | Нису се пласирали |
| 14. | Кристина Васен     | Немачка          | 298,80        | 14.           | 298,90            | 14.               | Нису се пласирали | Нису се пласирали |
| 15. | Робин Бирч         | Велика Британија | 288,50        | 15.           | 297,00            | 15.               | Нису се пласирали | Нису се пласирали |
| 16. | Марија Курјо       | Немачка          | 285,45        | 16.           | 295,55            | 16.               | Нису се пласирали | Нису се пласирали |
| 17. | Рин Кането         | Јапан            | 333,95        | 5.            | 285,05            | 17.               | Нису се пласирали | Нису се пласирали |
| 18. | Лора Хингстон      | Аустралија       | 281,00        | 18.           | 283,70            | 18.               | Нису се пласирали | Нису се пласирали |
| 19. | Антонија Павел     | Румунија         | 273,90        | 19.           | Нису се пласирали | Нису се пласирали | Нису се пласирали | Нису се пласирали |
| 20. | Фрејда Лим         | Сингапур         | 270,30        | 20.           | Нису се пласирали | Нису се пласирали | Нису се пласирали | Нису се пласирали |
| 21. | Анислеј Гарсија    | Куба             | 269,60        | 21.           | Нису се пласирали | Нису се пласирали | Нису се пласирали | Нису се пласирали |
| 22. | Мун Најун          | Јужна Кореја     | 268,50        | 22.           | Нису се пласирали | Нису се пласирали | Нису се пласирали | Нису се пласирали |
| 23. | Чо Унби            | Јужна Кореја     | 263,45        | 23.           | Нису се пласирали | Нису се пласирали | Нису се пласирали | Нису се пласирали |
| 24. | Маха Абделсалам    | Египат           | 260,85        | 24.           | Нису се пласирали | Нису се пласирали | Нису се пласирали | Нису се пласирали |
| 25. | Елен Ек            | Шведска          | 256,20        | 25.           | Нису се пласирали | Нису се пласирали | Нису се пласирали | Нису се пласирали |
| 26. | Але Калонжи        | Француска        | 252,60        | 26.           | Нису се пласирали | Нису се пласирали | Нису се пласирали | Нису се пласирали |
| 27. | Хеле Туксен        | Норвешка         | 240,05        | 27.           | Нису се пласирали | Нису се пласирали | Нису се пласирали | Нису се пласирали |
| 28. | Николета Мускалу   | Румунија         | 239,65        | 28.           | Нису се пласирали | Нису се пласирали | Нису се пласирали | Нису се пласирали |
| 29. | Танја Вотсон       | Ирска            | 237,00        | 29.           | Нису се пласирали | Нису се пласирали | Нису се пласирали | Нису се пласирали |
| 30. | Ана Чуињишена      | Русија           | 235,30        | 30.           | Нису се пласирали | Нису се пласирали | Нису се пласирали | Нису се пласирали |
| 31. | Јулија Тимошињина  | Русија           | 233,25        | 31.           | Нису се пласирали | Нису се пласирали | Нису се пласирали | Нису се пласирали |
| 32. | Габријела Агундез  | Мексико          | 219,45        | 32.           | Нису се пласирали | Нису се пласирали | Нису се пласирали | Нису се пласирали |
| 33. | Мајра Ли           | Сингапур         | 205,20        | 33.           | Нису се пласирали | Нису се пласирали | Нису се пласирали | Нису се пласирали |
| 34. | Вивијана Урибе     | Колумбија        | 201,90        | 34.           | Нису се пласирали | Нису се пласирали | Нису се пласирали | Нису се пласирали |
| 35. | маријана Бетанкурт | Венецуела        | 199,10        | 35.           | Нису се пласирали | Нису се пласирали | Нису се пласирали | Нису се пласирали |
| 36. | Андреса Мендес     | Бразил           | 195,80        | 36.           | Нису се пласирали | Нису се пласирали | Нису се пласирали | Нису се пласирали |
| 37. | Ане Туксен         | Норвешка         | 180,70        | 37.           | Нису се пласирали | Нису се пласирали | Нису се пласирали | Нису се пласирали |
| 38. | Валентина Кинтеро  | Колумбија        | 151,50        | 38.           | Нису се пласирали | Нису се пласирали | Нису се пласирали | Нису се пласирали |